# Єфремов Сергій Анатолійович
Сергі́й Анато́лійович Єфре́мов — старший солдат Збройних сил України, учасник російсько-української війни, що загинув у ході російського вторгнення в Україну у 2022 році.

## Нагороди
- орден «За мужність» ІІІ ступеня (2022, посмертно) — особисту мужність і самовіддані дії, виявлені у захисті державного суверенітету та територіальної цілісності України, вірність військовій присязі.